# Копейкин, Максим Николаевич
Максим Николаевич Копейкин (род. 13 июня 1989) — российский игрок в мини-футбол. Защитник, выпускник мини-футбольного клуба ЦСКА.

## Биография
Максим Николаевич Копейкин родился 13 июня 1989 года.
Первым клубом для Максима Копейкина был сургутский мини-футбольный клуб Факел за который он играл 2 сезона. Затем Максим меняет клуб и переходит в пермский мини-футбольный клуб Арсенал за который отыграв 1 сезон, перебирается в Суперлигу где в составе югорского мини-футбольного клуба Газпром-Югра вышел на паркет илшь в одной игре.
В 2012 году был футболистом курганского мини-футбольного клуба «Арбитраж».
15 сентября 2012 — 22 октября 2015 — защитник МФК «Факел».
23 октября 2015 — 2 сентября 2016 — защитник МФК «Мытищи».
2 сентября 2016 — декабрь 2016 — защитник МФК «Элекс-Фаворит».
В 2017 году играл за МФК «Стройтек» (г. Видное) на Первенстве России по мини-футболу среди команд 1-й лиги, зона Московская область.
С 2018 года играет за МФК «Грань» (г. Москва), Ветеранская футбольная лига.